# RMS Homeric
RMS Homeric byl parník postavený v roce 1913 jako Columbus pro německé rejdařství Norddeutscher Lloyd v loděnicích Schichau-Werke v Gdaňsku. V roce 1919 byl předán do Velké Británie jako jedna z německých válečných náhrad za 1. světovou válku. V roce 1920 byl prodán White Star Line, která ho přejmenovala na Homeric. Jeho sesterská loď Hindenburg zůstala německým vlastníkům, ale byla přejmenována na Columbus. Homeric sloužil White Star Line v letech 1922 - 1935.

## Historie

### Poválečná léta

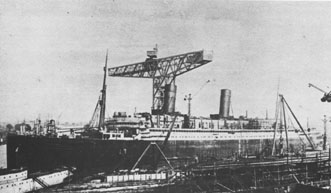
Columbus během vybavování

Rejdařství Cunard Line trvalo po 1. světové válce pouze rok znovuobnovení své převahy na transatlantických linkách s intervaly plaveb 3 lodě za týden do New Yorku. Jejich lodě Mauretania, Aquitania a třetí, která byla paradoxně původně postavena, aby Cunardu konkurovala, Imperator brázdily Atlantik, jako by se žádná válka neodehrála. Zatímco Cunard přišel pouze o jeden velký parník, Lusitanii v roce 1915, White Star Line na tom byla podstatně hůř. Jejich vlajková loď Britannic byla potopena v roce 1916 v Egejském moři, další parník Oceanic ztroskotal v roce 1914 u ostrova Foula. Po uzavření Versailleského míru muselo Německo dát White Star Line dvě lodě: Bismarck a třetí a největší loď z třídy Imperator, Columbus. Lodě ale byly dodány nevybavené a White Star Line tak zůstala mimo smyčku do roku 1922, než mohly začít sloužit.
Columbus, stavěný od roku 1912, byl první ze dvou parníků, které si Norddeutscher Lloyd objednalo na svou novou linku Bremerhaven - New York. S hrubou prostorností 35 000 BRT to byly na svou dobu velké lodě a podobně jako u lodí třídy Imperator společnosti Holland America Line se i u nich kladl důraz na luxus před rychlostí. Pístové parní stroje v jeho útrobách poháněly 2 šrouby (byl největší loď na světě se dvěma šrouby do postavení Queen Elizabeth 2 v roce 1969), které mu dávaly poměrně skromnou rychlost 18 uzlů (33 km/h).

### Válečné náhrady
Po spuštění na vodu 17. prosince 1913 se Columbus stal největší lodí rejdařství Norddeutscher Lloyd. Přesto byla jeho stavba v srpnu 1914 přerušena kvůli tomu, že dělníci byli zaplaveni různými smlouvami s námořnictvem. Nedokončená loď byla odtažena z kotviště a odložena v Gdaňsku, kde zůstala po celou dobu 1. světové války. Rezavějící a zanedbaný nedokončený Columbus byl stejně jako většina německých obchodních lodí po prohře ve válce předán do Velké Británie jako náhrada za potopené lodě. V roce 1920 pokračovaly dokončovací práce pod dohledem úředníků z loděnic Harland & Wolff z Belfastu, ale postup byl pomalý kvůli nedostatku materiálu a pracovní morálce, kdy němečtí dělníci neměli chuť pouze loď dokončit a pak ji předat do Velké Británie. Zatímco kajuty, nábytek a vybavení bylo předěláno do stylu White Star Line, parní pohon zůstal namísto nahrazení naftovým, který už byl na severoatlantických linkách poměrně běžný. Doba potřebná k této výměně byla jednoduše příliš dlouhá, když na linkách bylo málo lodí.
Pro lodě White Star Line bylo tradiční zakončení jmen lodí na -ic, proto byl Columbus přejmenován na Homeric. Po dokončení ke konci roku 1921 byl Homeric neochotně předán. V testech si vedl velmi dobře, dokonce měl i vlastnost, kterou by si mohl získat hodně příznivců: stabilitu. Díky některým šťastným náhodám v konstrukci se Homeric na moři prakticky nehoupal. Neměl gyroskopické stabilizátory ani jiné vylepšení, pouze výjimečně přesný trup.

### Atlantická služba
Nově dokončený Homeric v barvách White Star Line připlul do Southamptonu 21. ledna 1922. Rychlostní zkoušky si už odbyl v Severním moři na cestě do nového domovského přístavu a výsledek předčil očekávání o půl uzlu. Po příjezdu byly ještě provedeny poslední drobné úpravy a o měsíc později, 21. února 1922, Homeric vyplul na svou první plavbu ze Southamptonu do New Yorku. Připojil se tak k Olympiku, který byl stále jedním z nejhezčích parníků v Atlantiku. V květnu se k nim přidal Bismarck přejmenovaný na Majestic a trojice lodí byla nyní kompletní a mohla konkurovat trojici Cunardu Mauretanii, Aquitanii a Berengarii (bývalý Imperator a sesterská loď Majestiku).
Po zavedení na linku se Homeric opravdu stal oblíbeným mezi cestujícími, ale jeho rychlost začala být pro White Star Line znepokojivá. Se svými 18 uzly (33 km/h) se nemohl rovnat ostatním lodím z flotily a bylo těžké s ním dodržovat plavební řády. Ke konci své druhé sezóny, v říjnu 1923, byl stažen z linek do dílen, kde do něj byly instalovány naftové motory. Po dlouhých osmiměsíčních pracích se vrátil 9. dubna 1924 zpět do provozu a na své první plavbě dosáhl průměrné rychlosti 19,5 uzlu. Přesto se stále nemohl rovnat Olympiku i Majestiku, které měly služební rychlost 21 uzlů (39 km/h). I tak tento nárůst zkrátil průměrnou dobu plavby o jeden den.
V dubnu 1925 Homeric zachytil nouzový signál od japonské nákladní lodi Raifuku Maru. On a ještě jedna loď, King Alexander se rychle dostaly na místo, ale rozbouřené moře jim nedovolilo dostat se blíž. Posádka bezmocně sledovala, jak se japonská loď potápí na dno oceánu.

### Úpadek
Přestože měl Homeric 3. třídu, hodně kajut bylo určených pro imigranty a když v polovině 20. let omezily Spojené státy tok imigrantů na polovinu, byla to pro něj tvrdá rána. V roce 1926 se jeho transatlantické plavby staly ztrátové, proto byl často posílán na karibské a středozemní linky. Přestože byl v provozu teprve od roku 1922, v roce 1927 se už na něm začalo projevovat stáří. Ale jeho trup, spuštěný na vodu v roce 1913, a vnitřní zařízení byly už téměř 20 let staré. V trupu byly nalezeny trhliny, objevily se i problémy ve strojovně, proto plul omezenou rychlostí a vyhýbal se místům s velkým rizikem bouřek. V roce 1928 si White Star Line objednala 1 000 stop dlouhý Oceanic, který měl nahradit Homeric a Olympic. Oceanic však nebyl postaven, protože White Star Line ho nedokázala financovat, namísto něj byly postaveny dvě menší lodě, Britannic a Georgic. Jakmile byl Georgic zprovozněn, Homeric byl vyřazen z atlantických linek a sloužil už jen na zmíněných karibských a středozemních linkách. Na svou poslední plavbu přes Atlantik vyplul z New Yorku 1. června 1932. Jeho transatlantická služba byla opravdu krátká, sloužil pouhých 10 let.
Homeric byl jediný parník, který sloužil výlučně na trasách mezi britskými přístavy a Středozemím. Na těchto linkách se mu dařilo velmi dobře, potkal ho jen menší incident během kotvení u Tenerife 28. září 1932. Jedné místní lodi, Isla de Tenerife, se nepodařilo se mu vyhnout a narazila do jeho boku poblíž přídě. Homeric nebyl vážněji poškozen a mohl pokračovat ve svých plavbách.

### Vyřazení a sešrotování
Na počátku 30. let se finanční situace White Star Line zhoršovala a budoucnost Homeriku vypadala špatně. Po vyčerpání všech financí a sloučení s Cunard Line byly jeho dny sečteny. Opět byl shledán nadbytečným, proto byl prodán do šrotu. Svůj vliv na to měl také úspěch lodě 534, později známé jako Queen Mary. V červenci 1935 se Homeric účastnil přehlídky námořnictva Jiřího V., ale o 2 měsíce později byl vyřazen a už nikdy pro něj nikdo nenalezl žádné další využití. Ke konci roku 1936, po úspěšném debutu Queen Mary s hrubou prostorností 81 000 BRT, byl prodán společnosti Thomas Ward & Sons k sešrotování. Sešrotován byl v roce 1938.

### Pozůstatky
Přestože byl sešrotován, zachovalo se mnoho částí jeho interiéru. Bývalé Rex Cinema ve skotském Stonehouse má dodnes některé části jeho interiéru. Ačkoli budova není veřejně přístupná, protože se využívá jako skladiště, majitelé vstup lidem při některých příležitostech povolují. Nedávno se tak stalo při promítání dokumentu BBC o zaoceánských parnících.